# ステータスバー
ステータスバー（英: status bar）またはステータス行（英: status line）は、一般にグラフィカルユーザインタフェースにおけるウィンドウの最下部にある情報表示領域である。場合によってはさらに細かく内部が分かれていて、それぞれの領域に異なる情報を表示する。
そのウィンドウやアプリケーション自体の現在状態に関する情報を表示するのが主目的だが、それ以外の機能を備えたステータスバーも存在する。例えばウェブブラウザでは、クリック可能な部分があり、セキュリティやプライバシーなどの情報をポップアップ表示できるものがある。下図は Mozilla Firefox (バージョン3.x以前) のステータスバーの一例である。

## 概要
ステータスバーがあるかどうかはアプリケーションソフトウェアによって異なるが、メインウィンドウにのみ表示されることが多く、サブウィンドウやダイアログウィンドウに表示されることは少ない。
テキストユーザインタフェースでもステータスバーは存在し、通常、80文字×25行の画面の最下行がそれに使われる。これを「ステータス行」と呼ぶ。アプリケーションの現在状態を表示すると共に、キーボードショートカットとも連携する。viやEmacsがよく知られている。
ステータス行は30年以上も使われてきた。これは、補助的メッセージを既定の領域に表示することで、メッセージを画面中央にポップアップして、そのポップアップが重要な情報を隠して見えなくしてしまうのを防ぐという意味があった。ポップアップは注意を喚起するという意味があるが、ステータス行でもハイライト表示や色を付けて表示することで、情報をブロックすることなく注意を喚起できる。
コンピュータゲームでも、プレイヤーのヒットポイントやスコアなどの情報を画面の最下部に似たような形式で表示することがある。これもステータスバーと呼ばれる。
一般的なGUIベースのオペレーティングシステム向けのソフトウェア開発においては、ステータスバーはウィジェット・ツールキットやアプリケーションフレームワークに部品（ウィジェット）として用意されていることもある。

## 利点と欠点
ステータスバー（あるいはステータス行）には、以下のような利点と欠点がある。
利点
- 画面全体を表示しつつメッセージを表示できる。
- ステータスデータを見ながら情報を入力できる。
- ステータスデータを見ながらメニューなどを操作できる。
- 操作中も常にステータスを表示できる。

欠点
- 一行程度に収まる量の情報しか表示できない（ただし、複数行サイズのステータスバーを使うことも可能）。
- 重要なメッセージを最前面にポップアップさせることはできない。

マイクロソフトはWindows 7向けのデスクトップアプリケーションにおけるステータスバーの正しい使用方法に関して、ガイドラインを提示している。

## 表示内容の例
- ファイルマネージャのステータスバーは、カレントディレクトリ内のアイテム数、トータルのサイズ、あるいは現在選択されているアイテムのサイズなどを表示することが多い。
- ウェブブラウザのステータスバーは、ページを閲覧している最中は不活発で、リンクをクリックしたときに各種情報を活発に表示する。
- グラフィックエディタ（Adobe Photoshop や Microsoft Paint）のステータスバーは、編集中の画像に関する情報（次元、色空間、解像度など）を表示する。
- ワードプロセッサのステータスバーは、カーソル現在位置、文書のページ数、CapsLockキー・NumLockキー・ScrollLockキーの状態などを表示する。さらに多くのワープロソフトではInsertキーもモード切替に使われるため、その状態もステータスバーに表示される。
- 表計算ソフトでは、ステータスバーにワープロソフトと似たような情報が表示されるが、他にも選択されたセルの機能、選択されているセル群の総和・最大などを表示する。

## Androidのステータスバー
Android OSでは、画面上部に時刻やバッテリー残量、通信状態などを表示するためのステータスバーがある。Androidのステータスバーはナビゲーションバーと同じくシステムバーのひとつで、アプリケーションではなくOSが表示内容を管理する。アプリケーションの描画領域を広く取り、没入型のユーザーエクスペリエンスを実現するために、システムバーを一時的に非表示にすることもできる。